# Andrew Giddings

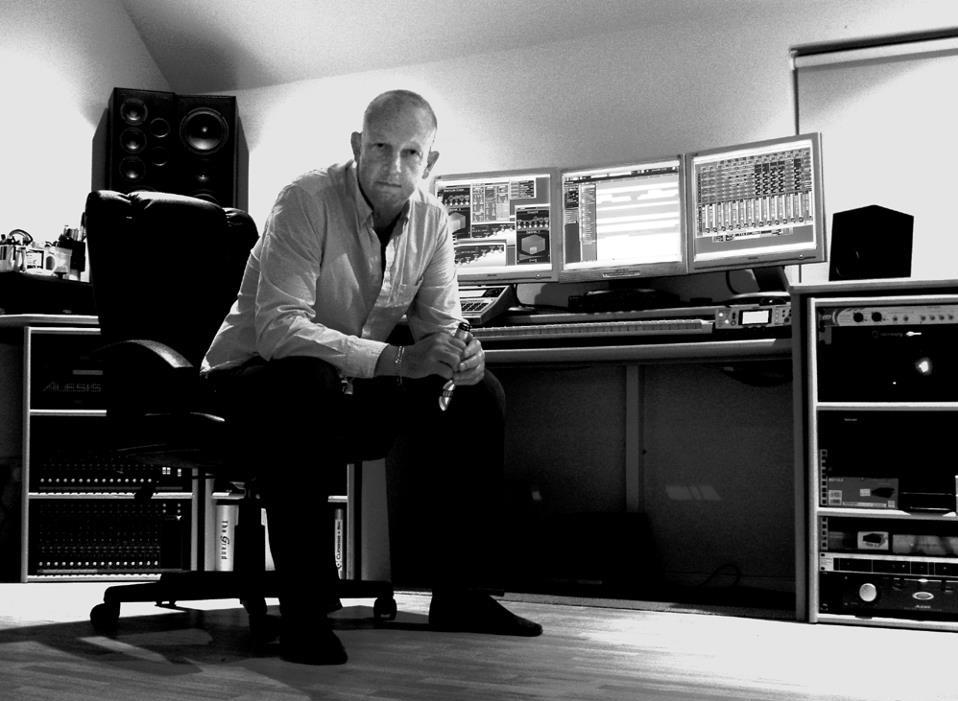
Andres Giddings in zijn studio

Andrew Giddings (Pembury (Kent), 10 juli 1963) is een Britse toetsenist. Hij speelde van 1991 tot 2007 keyboards, hammondorgel en accordeon in de Britse progressieve rockband Jethro Tull, en was daarmee de langstzittende toetsenist van de band.
Voordat Giddings in 1991 bij Jethro Tull kwam was hij keyboardspeler in de band van Eric Burdon van The Animals.
Naast Jethro Tull heeft hij een grote bijdrage geleverd aan de solo-projecten van Ian Anderson Divinities: Twelve Dances With God en The Secret Language Of Birds. Ook heeft hij veel Jethro Tull werk gearrangeerd om uit te voeren met philharmonisch orkest als voor bijvoorbeeld de Divinities-tour en op Ian Anderson Plays The Orchestral Jethro Tull.
Eind 2007 kondigt Giddings aan in de toekomst niet meer met Jethro Tull op te treden. Hij gaat zich toeleggen op zijn soloproject FFANDANGO, en werkt aan een project met Jon Anderson. Hij werd opgevolgd door John O'Hara.
Na zijn vertrek bij Jethro Tull produceerde Giddings in 2010 een soloalbum, Picture This, een verzameling van zijn keyboard- en elektronische muziek. Later leverde hij keyboard- en orkestratiediensten via e-sessies, en schreef en nam hij muziek op voor film en televisie in zijn digitale studio in Oxfordshire. 
- Bibsys: 5030934
- Gemeinsame Normdatei: 134654498
- International Standard Name Identifier: 0000 0001 1448 3064
- Library of Congress Control Number: n2003083356
- MusicBrainz: e167a5fc-778e-44ec-a4dd-d3f1b5d61558
- Nationale Bibliotheek van Tsjechië: xx0132778
- Virtual International Authority File: 75693442
- WorldCat: E39PBJghqYkttx6cGtq8dm7WDq